# Calamidia castanea
Calamidia castanea là một loài bướm đêm thuộc phân họ Arctiinae, họ Erebidae.